# Гималайские субтропические широколиственные леса
Гимала́йские субтропи́ческие широколи́ственные леса́ — экорегион в Индии, Непале, Бутане и Пакистане.

## Описание
Экорегион занимает площадь 38200 квадратных километров. Он расположен в узкой полосе центральной части Гималаев на высоте от 500 до 1000 метров. На более низкой высоте субтропические широколиственные леса граничат с саваннами и лугами Тераи-Дуара. На высоте более 1000 метров широколиственные леса сменяются гималайскими субтропическими сосновыми лесами.

## Флора
Растительность экорегиона представлена широким спектром сообществ, что обусловлено его сложным рельефом, многообразием почв, а также изменением годового количества осадков от сухого запада к более влажному востоку. Его географическое положение — южные склоны Гималаев — позволяет сочетаться на его территории флоре и фауне индомалайской зоны и палеарктики. Основные типы лесов включают заросли кустарников рода Dodonaea, субтропические сухие вечнозеленые леса Olea cuspidata, сухие леса Shorea robusta и влажные смешанные лиственные леса.

## Фауна
Некоторые млекопитающие этого региона находятся под угрозой исчезновения, в том числе тигр (Panthera tigris), азиатский слон (Elephas maximus), гладкошёрстная выдра (Lutrogale perspicillata), pardofelis nebulosa, гаур (Bos gaurus), nemorhaedus sumatraensis, ирравадийская белка (Callosciurus pygerythrus) и стрелохвостая летяга (Hylopetes alboniger). Редкий золотой лангур (Trachypithecus geei) обитает в восточной части экорегиона в восточногималайских лиственных лесах.
В экорегионе обитает 340 видов птиц, включая 1 эндемичный вид — красногрудая кустарниковая куропатка (Arborophila mandellii).

## Охрана природы
Примерно 7% площади экорегиона расположено в пределах охраняемых территорий, в том числе Sohagabarwa и Валмики-Нагар в Индии, Парса (англ. Parsa Wildlife Reserve), национальный парк Читван и Национальный парк Бардиа (англ. Bardia National Park) в Непале, Королевский Национальный парк Манас, Кхалинг и Пхибсу в Бутане.